# Opera Królewska w Valletcie
Budynek Opery Królewskiej (ang. Royal Opera House) – był teatrem operowym i miejscem sztuki teatralnej w Valletcie na Malcie. Jego projektantem był angielski architekt Edward Middleton Barry. Został zbudowany w 1866 roku. W 1873 jego wnętrze zostało poważnie uszkodzone przez pożar, ale zostało ono odrestaurowane w 1877. Teatr został bezpośrednio trafiony podczas bombardowań lotniczych w 1942 podczas II wojny światowej. Do momentu zniszczenia był jednym z najpiękniejszych i najbardziej znanych budynków w Valletcie. Miejsce zostało przebudowane według projektu włoskiego architekta Renzo Piano i od sierpnia 2013 znowu funkcjonuje jako miejsce występów.

## Historia

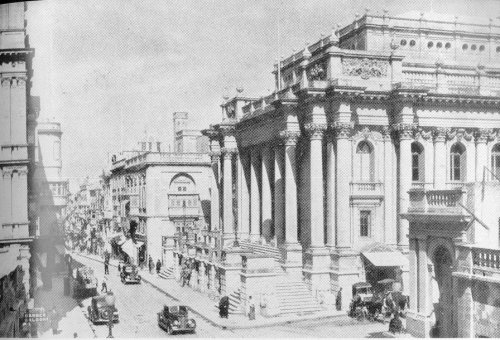
Budynek Opery w 1935

Zaprojektowanie budynku powierzono Edwardowi Middleton Barry’emu, architektowi teatru Covent Garden. Pierwotne plany musiały zostać zmienione, ponieważ pochyłe uliczki po bokach teatru nie zostały wzięte pod uwagę. Rezultatem tego był taras, dodany do frontu budynku od strony Strada Reale (obecnie Republica Street), a zaprojektowany przez maltańskich architektów.
Stawianie budynku o wymiarach 63 × 34 m rozpoczęto w 1862 roku, po zburzeniu tego, co było kiedyś Casa Della Giornata. Po czterech latach, budynek opery o 1095 miejscach siedzących i 200 stojących, był gotowy do oficjalnego otwarcia, które miało miejsce 9 października 1866.
Świetność teatru nie miała trwać długo; 25 maja 1873, zaledwie sześć lat po jego otwarciu, został zniszczony przez pożar. Na zewnątrz teatr był nietknięty, ale wnętrze, łącznie z wystrojem kamieniarskim, zostało kompletnie zdewastowane przez ogień oraz wysoką temperaturę.
Postanowiono odbudować teatr, i po ogłoszeniu przetargów na wykonawstwo oraz wielu kłótniach, czy fasadę trzeba zmienić, czy nie, teatr był gotowy. 11 października 1877, po prawie cztery i pół roku od pożaru, teatr został ponownie otwarty spektaklem Aidy Giuseppe Verdiego.

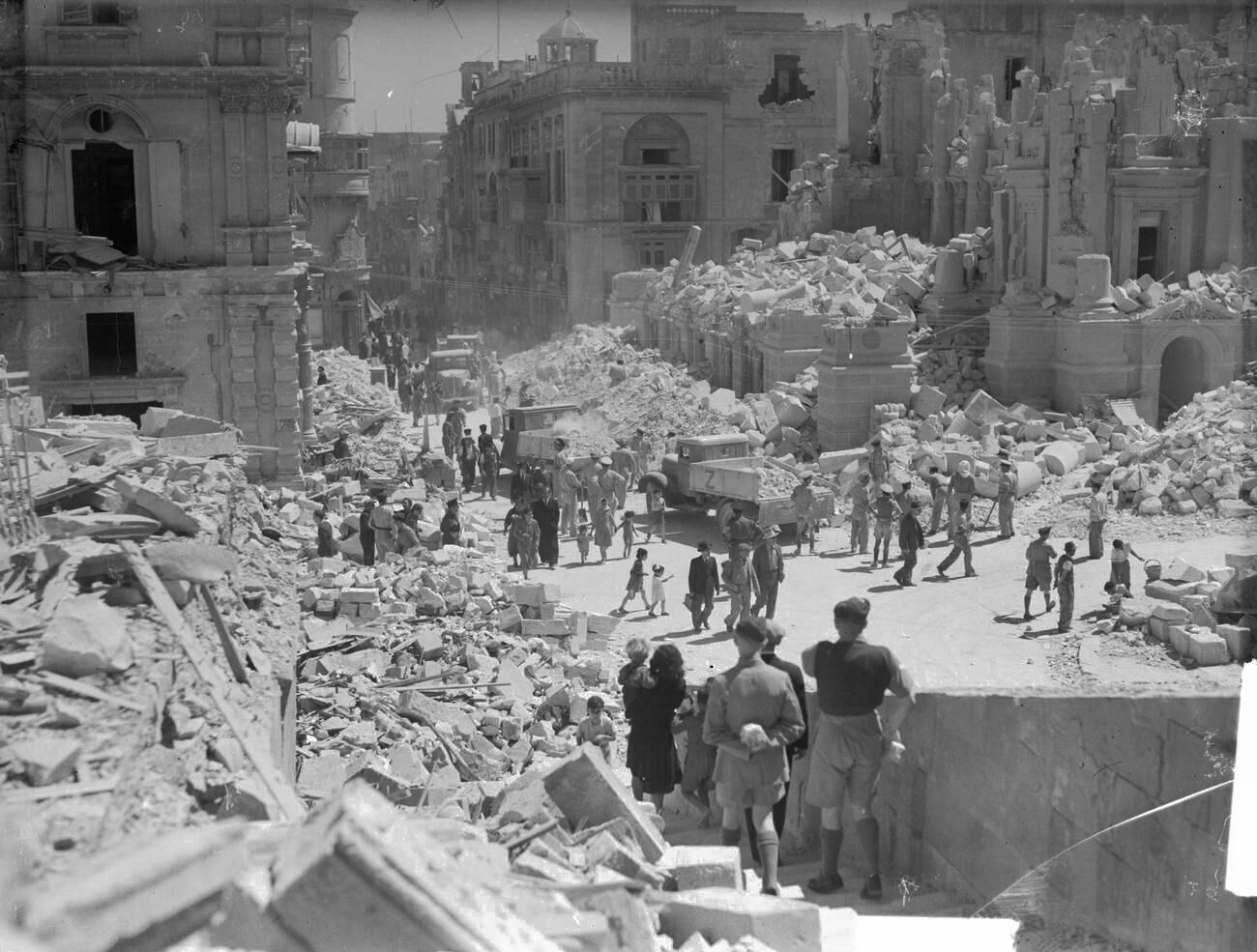
Strada Reale w Valletcie po nalocie bombowym. Ruiny teatru widoczne są po prawej stronie

Prawie 65 lat później tragedia dotknęła Royal Opera House ponownie:

Wieczorem we wtorek, 7 kwietnia 1942 roku teatr został zniszczony przez bombowce Luftwaffe. Następnego ranka ludzie zahartowani przez bombardowania oceniali stopień zniszczenia ich teatru narodowego .... Portyk i audytorium były stertą kamieni, dach ziejącą dziurą ze skręconymi dźwigarami. Tylna część, poczynając od połowy kolumnady był jednak w stanie nienaruszonym.

Pozostałości budynku zostały rozebrane ze względów bezpieczeństwa. Twierdzi się, że oferta odbudowania teatru przez niemieckich jeńców wojennych na Malcie w 1946 roku, została odrzucona przez ówczesny rząd z powodu nacisków związków zawodowych; bardziej prawdopodobną przyczyną – jeśli oferta była w ogóle kiedykolwiek przedstawiona – były wątpliwości, czy wśród tych jeńców można było znaleźć wykwalifikowanych murarzy-kamieniarzy.
Wszystko, co pozostało z Opera House to taras i części kolumnady.

## Ruiny i plany odbudowy

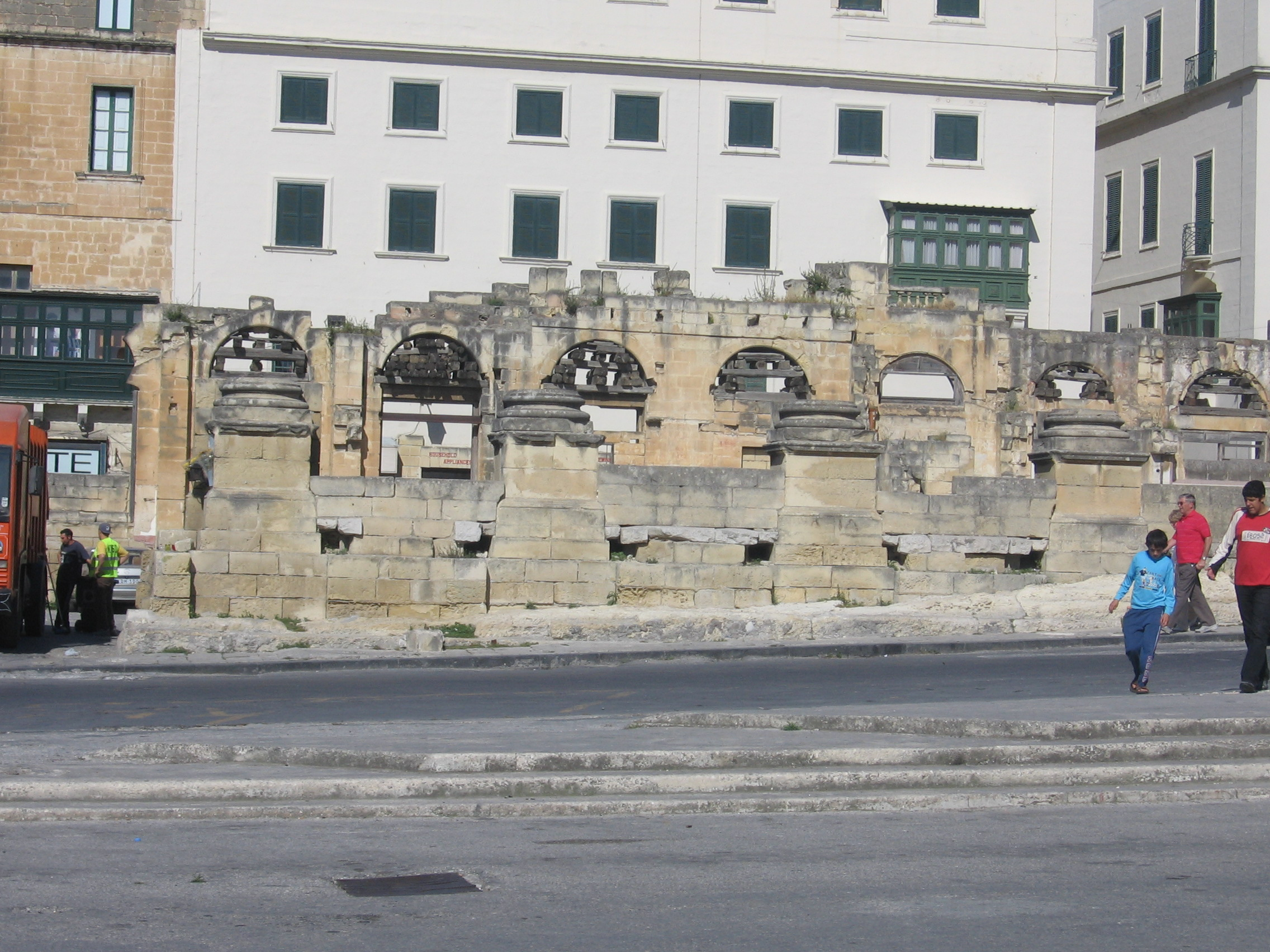
Ruiny Royal Opera House w 2006 roku

Chociaż zbombardowane miejsce zostało oczyszczone z większości gruzu i wszystkich ocalałych ozdobnych rzeźb, odbudowa była wielokrotnie przekładana przez późniejsze powojenne rządy, na rzecz odbudowy obiektów, uznanych za ważniejsze.
W 1953 roku, sześciu znanych architektów zaprezentowało swoje projekty nowego teatru. Komitet wybrał projekt Zavellani-Rossi i zalecił go do akceptacji przez rząd, z uwzględnieniem pewnych przeróbek. Prace nad projektem zostały wstrzymane po re-elekcji Partii Pracy stwierdzeniem, że nie są oni w stanie wydać tyle pieniędzy na teatr, kiedy tak wiele innych projektów wymaga większej uwagi. Mimo że 280 tys. funtów na remont teatru zostało wprowadzonych do budżetu na lata 1955–1956, nie zostały one wykorzystane. W 1957 roku projekt został zamrożony, a po 1961 wszystkie odniesienia do teatru w planach rozwoju kraju zostały pominięte.
W latach 1980. został zainicjowany kontakt ze słynnym architektem Renzo Piano, w celu zaprojektowania budynku, który zostanie wybudowany na parceli, a także przebudowy wjazdu do miasta. Przedstawił on plany, które zostały zatwierdzone przez rząd w 1990 roku, ale prace nie rozpoczęły się, podobno z powodu sporów, wywołanych przez projekt. W 1996 nowo utworzony rząd Partii Pracy ogłosił, że przebudowa miejsca w centrum handlowe i kompleks kulturalny z podziemnym parkingiem będzie maltańskim projektem tysiąclecia. W końcu lat 1990. maltański architekt Richard England otrzymał również za zadanie sporządzić projekt na centrum kulturalne. Za każdym razem spory niweczyły wszystkie inicjatywy.

## Pjazza Teatru Rjal (Plac Teatru Królewskiego)

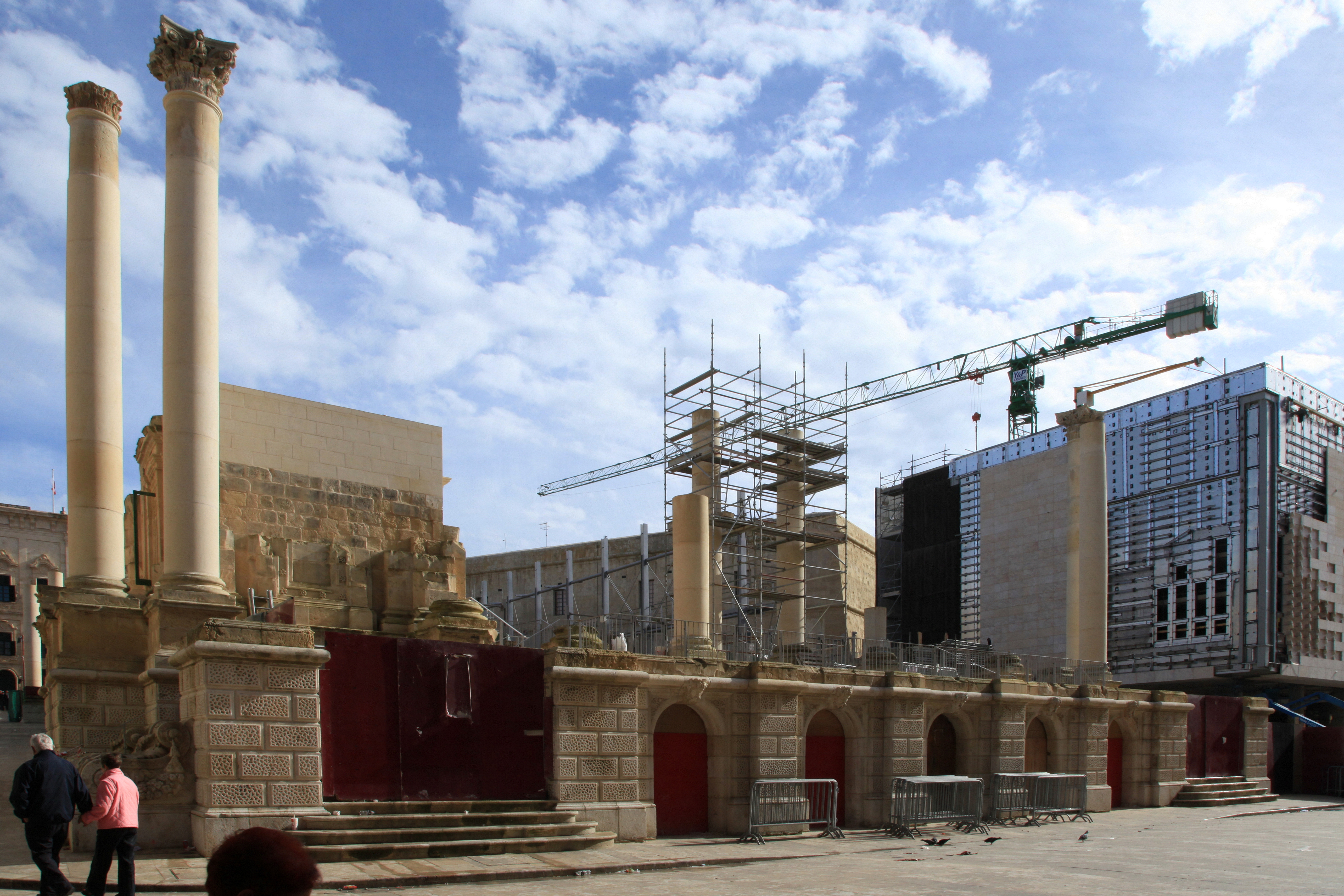
Pjazza Teatru Rjal w trakcie budowy

W 2006 roku rząd zgłosił wniosek o przeznaczenie miejsca na budowę budynku Parlamentu, który wtedy obradował w dawnej zbrojowni w Pałacu Wielkiego Mistrza w Valletcie. To propozycja nie została dobrze odebrana, ponieważ uważano, że miejsce powinno w końcu przerodzić się w coś, co by mieściło instytucję kulturalną. Renzo Piano został ponownie zatrudniony i zaczął pracę nad nowym projektem. Oferta została rzekomo zamrożone do czasu po wyborach w 2008 i 1 grudnia 2008, premier Lawrence Gonzi wznowił wniosek z budżetem w wysokości 80 milionów euro. Piano odwiódł rząd od budowy parlamentu na miejscu Royal Opera House, zamiast tego zaplanował Parliament House na ówczesnym Freedom Square oraz przebudowę City Gate. Piano zaproponował teatr pod gołym niebem na miejscu Opera House, przywołując następujące argumenty:
Po pierwsze, miejsce jest za małe, aby pomieścić budynek Parlamentu, jak to było wstępnie przewidywane. Po drugie, pomimo faktu, że inne małe stare teatry z powodzeniem działają jako nowoczesne, współczesny teatr konwencjonalnej wielkości nie zmieści się w tym miejscu, uwzględniając dzisiejsze wymagania co do sali prób, wyposażenia i dostępu za kulisy, jedynie będzie generował nadmierne koszty eksploatacji. Po trzecie, Piano stwierdził, że mocno wierzy, iż „po przeszło 60 latach sporów, ruiny zburzonej opery osiągnęły status zabytku, nieodwołalnego świadka historii i godności pamięci zbiorowej. Oświadczenie to było mocno kontestowane przez wielu Maltańczyków, którzy twierdzili, że nie było zadaniem Renzo Piano decydowanie o zbiorowej pamięci innych narodów i znów plany wszystkich trzech obiektów wywołały kontrowersje. Jednak rząd szedł naprzód z planami i teatr pod gołym niebem został oficjalnie otwarty w dniu 8 sierpnia 2013. Teatr został nazwany Pjazza Teatru Rjal (Plac Teatru Królewskiego) na pamiątkę pierwotnej budowli.